# Bernardo Andrés Álvarez Tapia
Bernardo Andrés Álvarez Tapia (ur. 4 sierpnia 1980 w Talcahuano) – chilijski duchowny katolicki, biskup pomocniczy Concepción od 2022.

## Życiorys

### Prezbiterat
Święcenia kapłańskie otrzymał 21 listopada 2009 i został inkardynowany do archidiecezji Concepción. Pracował przede wszystkim jako duszpasterz parafialny, był także m.in. delegatem biskupim ds. formacji oraz rektorem archidiecezjalnego seminarium.

### Episkopat
23 lutego 2022 papież Franciszek mianował go biskupem pomocniczym archidiecezji Concepción, ze stolicą tytularną Theuzi. Sakry udzielił mu 30 kwietnia 2022 arcybiskup Fernando Chomalí Garib.